# Commanderie de Latronquière
La commanderie de Latronquière, est une ancienne commanderie de l'ordre de Saint-Jean-de-Jérusalem, situé à Latronquière, dans le département français du Lot.

## Localisation
Ces vestiges médiévaux se situent dans la commune de Latronquière, dans le département du Lot.

## Histoire
Il existait déjà une forteresse dans le bourg de la Tronquière, un donjon, qui fut donné a l'ordre de Saint-Jean de Jérusalem en 1255[réf. souhaitée].